# بنکرنسیا د لا سرنا
بنکرنسیا د لا سرنا (به اسپانیایی: Benquerencia de la Serena) یک دهستان در اسپانیا است که در استان باداخس واقع شده‌است. بنکرنسیا د لا سرنا ۱۰۲٫۸ کیلومتر مربع مساحت و ۹۰۴ نفر جمعیت دارد و ۶۷۲ متر بالاتر از سطح دریا واقع شده‌است.